# Густов, Дмитрий Иванович
Дми́трий Ива́нович Гу́стов (по другим сведениям Густав Дмитрий Иванович, Густов Димитрий Иванович; 24.12.1885, д. Михайловка Калужской губ. — 17.06.1939, Москва) — издатель, политический деятель, активный деятель русской эмигрантской прессы в Китае.

## Биография
Был секретарём Всероссийского Союза рабочих печатного дела, секретарём Московского клуба рабочих, членом правления союза кооперативов в Омске. Организатор в Омске противобольшевистского фронта правосоциалистической ориентации и кооперации. Видный деятель сибирского областничества. Издатель и соредактор омской газеты «Заря».
С 1929 жил в Шанхае. В 1931 году издавал и редактировал литературно-художественный и политический журнал «Парус».
Расстрелян в СССР 17 июня 1939 года по обвинению в шпионаже

Густов Дмитрий Иванович (Фетисов Василий Васильевич) Родился 24.12.1885, д. Михайловка Калужской губ.; русский; образование среднее специальное; б/п (бывший меньшевик); наборщик в типографии. Проживал: Шанхай, 473 Рю Кардинал Мерсье.. Арестован 2 января 1939 г. Приговорен: ВКВС СССР 15 июня 1939 г., обв.: шпионаже. Расстрелян 17 июня 1939 г. Место захоронения — Москва, Донское кладбище. Реабилитирован 20 марта 1997 г. ГВП РФ Источник: Москва, расстрельные списки — Донской крематорий— Жертвы политического террора в СССР

Mr. D. I. GOOSTOFF
Дмитрій Иванович ГУСТОВ
(Общественный и политическій дѣятель Сибири и Д. В.).
Состоял членом Омскаго Биржевого Комитета, Владивостокской Торгово−Промышленной Палаты, Приморскаго Народнаго Собранія и Учредительнаго Собранія в г. Читѣ.
В Шанхаѣ с 1929 г.
Редактор-издатель журнала «Парус». Активный член Союза Коммерсантов и Торгово-Промышленников.

Один из лучших ораторов на общественных русских собраніях.— Жиганов В.Д. Русские в Шанхае. — Шанхай, 1936. — С. ?